# Gone Girl (album Johnny Cash)
Gone Girl è il trentacinquesimo album in studio del cantautore statunitense Johnny Cash, pubblicato nel 1978 dalla Columbia Records.

## Tracce
1. Gone Girl (Jack Clement) - 3:12
2. I Will Rock and Roll With You (Johnny Cash) - 2:54
3. The Diplomat (Roger Bowling) - 4:03
4. No Expectations (Mick Jagger, Keith Richards) - 3:14
5. It Comes and Goes (Johnny Cash) - 2:34
6. It'll Be Her (Billy Ray Reynolds) - 3:09
7. The Gambler (Don Schlitz) - 3:43
8. Cajun Born (Kermit Goell, Jo-El Sonnier) - 3:21
9. You and Me (Roger Bowling, Larry Butler) - 2:45 (con June Carter Cash)
10. Song for the Life (Rodney Crowell) - 3:12

## Formazione
- Johnny Cash – voce, chitarra
- Marshall Grant – basso
- W.S. Holland – batteria
- Bob Wootton – chitarra elettrica
- Jimmy Capps, Tommy Allsup – chitarra acustica
- Jack Clement – chitarra ritmica
- Earl Ball – pianoforte
- Jerry Hensley – chitarra elettrica ed acustica
- Jack Hale, Bob Lewin – tromba
- Jo-El Sonnier – concertina, armonica a bocca
- Terry Jacks – chitarra
- The Carter Family, Jan Howard, The Jordanaires, Rosanne Cash – cori
- The Shelly Kurland Strings – archi